# Bad Schönborn
Bad Schönborn település Németországban, azon belül Baden-Württembergben. Lakosainak száma 13 341 fő (2023. december 31.). Bad Schönborn St. Leon-Rot, Ubstadt-Weiher, Östringen és Kronau községekkel határos.

## Népesség
A település népessége az elmúlt években az alábbi módon változott:
| Lakosok száma | 6476 | 7508 | 8282 | 8339 | 8745 | 10 248 | 11 321 | 12 358 | 12 489 | 13 341 |
|               | 1961 | 1968 | 1974 | 1981 | 1987 | 1994   | 2000   | 2007   | 2013   | 2023   |

## Testvérvárosa
Kiskunmajsa